# Satzvey
Satzvey ist ein Teil der Stadt Mechernich im Kreis Euskirchen in der Eifel. Im Ort liegt die Burg Satzvey und in der Nähe des Hochwildparks Rheinland. Ebenfalls wenige hundert Meter entfernt sind die Burg Zievel und die Burg Veynau.
Entwicklungsgeschichtlich ist die Ortschaft ein „Burgdorf“. Das älteste, aus dem 13. Jahrhundert erhaltene Bauwerk ist die Pfarrkirche St. Pantaleon. Daneben prägen viele Fachwerkbauten den Charakter des Dorfes.

## Lage
Satzvey liegt im Tal des Veybaches etwa sechs Kilometer nordöstlich von Mechernich und neun Kilometer südwestlich der Kreisstadt Euskirchen an der Grenze des Nationalparks Eifel. Umliegende Ortschaften sind Obergartzem im Norden, die Euskirchener Ortsteile Wißkirchen und Billig im Nordosten, Antweiler und Lessenich im Südosten, Katzvey und Kommern-Süd im Süden, Kommern im Südwesten, Schaven im Westen sowie die zu Satzvey gehörende Ortslage Firmenich im Nordwesten.
Durch Satzvey verlaufen die Landesstraßen 11 und 61. Die Bundesstraße 266 liegt etwa zwei Kilometer entfernt. Unmittelbar östlich von Satzvey verläuft die Bundesautobahn 1, die nächstgelegene Anschlussstelle ist Wißkirchen. Südlich grenzt Satzvey an die Schavener Heide.

## Geschichte
Am 1. Juli 1969 wurde die Gemeinde Satzvey-Firmenich nach Veytal eingemeindet.
Am 1. Januar 1972 wurde die Gemeinde Veytal (mit Ausnahme des Ortsteils Schwerfen, der zur Stadt Zülpich kam) in die Gemeinde (heute Stadt) Mechernich eingegliedert.

## Wirtschaft und Infrastruktur

### Wirtschaft
Von 1922 bis 1995 betrieben die Satzveyer Ton und Kaolinwerke in Satzvey eine Tongrube und eine Verbindungsbahn zum DB-Bahnhof. Es handelte sich um eine Feldbahn, Spurweite 600 mm, elektrifiziert, 220 V, 50 Hz.

### Verkehr

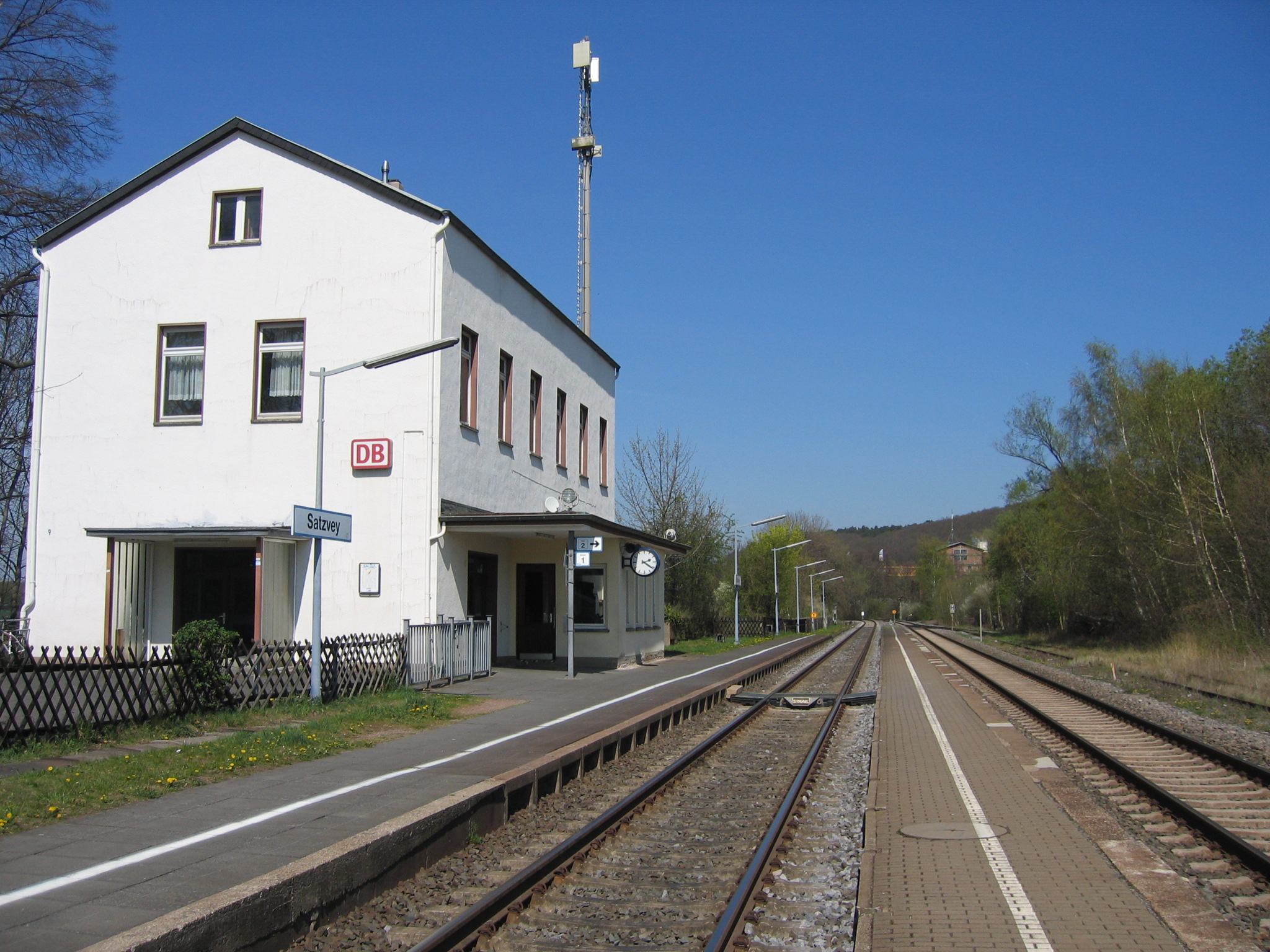
Bahnhof Satzvey

Vom 11. August 1895 bis 31. Dezember 1965 führte durch Satzvey die sogenannte „Eifelstrecke“ der Euskirchener Kreisbahnen, die dort die Eifelbahn Köln – Trier höhengleich kreuzte. Ferner hat Satzvey einen eigenen Bahnhof an ebendieser Eifelbahn, der von RB-Zügen Köln – Kall bedient wird.
| Linie | Verlauf | Takt                                               |
| ----- | --- | -------------------------------------------------- |
| RB 24 | Eifel-Bahn: Köln Messe/Deutz – Köln Hbf – Köln West – Köln Süd – Hürth-Kalscheuren – Brühl-Kierberg – Erftstadt – Weilerswist – Weilerswist-Derkum – Euskirchen-Großbüllesheim – Euskirchen – Satzvey – Mechernich – Scheven – Kall (– Urft (Steinfeld) – Nettersheim – Blankenheim (Wald) – Schmidtheim – Dahlem (Eifel) – Jünkerath – Lissendorf – Oberbettingen-Hillesheim – Gerolstein) (aufgrund von Hochwasserschäden längerfristig im Schienenersatzverkehr zwischen Kall und Gerolstein) Stand: April 2023 | 60 min (Köln–Kall) einzelne Züge (Kall–Gerolstein) |

Die VRS-Buslinie 809 der RVK verbindet den Ort mit Antweiler und Mechernich. Die Fahrten verkehren als TaxiBusPlus im Bedarfsverkehr. Zusätzlich verkehren einzelne Fahrten der auf die Schülerbeförderung ausgerichteten Linien 867 und 868.
| Linie | Betreiber | Verlauf |
| ----- | --------- | --- |
| 809   | RVK       | MiKE (außer im Schülerverkehr): (Euskirchen – Billig – Kreuzweingarten) Antweiler – Wachendorf – Lessenich – Rißdorf – Lessenich – Satzvey Bf – Katzvey – (Kommern-Süd – Kommern –) Mechernich Stiftsweg – Mechernich Bf |
| 867   | Schäfer   | Satzvey – Antweiler – Wachendorf – Lessenich – Rißdorf – Weiler am Berge – Holzheim – Harzheim – (Eiserfey – Vussem – Breitenbenden –) Mechernich Stiftsweg – Mechernich Bf                                              |
| 868   | Schäfer   | Satzvey – Obergartzem – Firmenich – (Kommern – Katzvey) / (Schaven – Gehn) – Mechernich Bf → Mechernich Feytal |

## Kuriosa
Im Kalten Krieg richtete die Landeszentralbank Nordrhein-Westfalen ihren verbunkerten Ausweichsitz unter der heutigen Waldorfschule am Veybach (damals Mittelpunktschule) ein.
Die auf ProSieben erstmals am 4. Januar 2018 ausgestrahlte Strategie-Reality-Show „Get the F*ck out of my House“ wurde in einem leerstehenden Haus in Satzvey gedreht. Vor Beginn der Dreharbeiten gab es aufgrund des Fernsehprojektes kritische Diskussionen bei der Sitzung des Mechernicher Stadtrats, da die Produktionsfirma aufgrund der ungewöhnlichen Nutzung des Wohnhauses eine Baugenehmigung beantragt hatte. Die Fraktionen bedauerten die Anwohner, welche bereits durch regelmäßige Veranstaltungen der Wasserburg Satzvey belästigt würden. Die Baugenehmigung wurde erteilt, da die Produktionsfirma versicherte, dass nach der Ankunft ausschließlich innerhalb des Hauses gedreht werde.